# Lago Groom
Lago Groom (del inglés: Groom Lake) es un salar ubicado en Nevada, Estados Unidos. Se ha hecho muy conocido debido a la presencia del Área 51, las palabras Groom Lake y Área 51 se utilizan con frecuencia como sinónimos. El Área 51 está situada justo al sur del salar, pero el lecho seco del lago es también utilizado por la Fuerza Aérea, con varias pistas de aterrizaje que han sido construidas sobre el mismo. El lago se encuentra a unos 1.344 m de altitud y tiene una longitud de 6 km de norte a sur y 4,8 km de este a oeste en su punto más ancho. Ubicado en el interior del valle de Groom Lake y parte de la Cuenca del Valle de Tonopah, el lago se encuentra al noreste de Papoose Lake y a 40 km al sur de Rachel, Nevada.

## Historia
Plomo y plata fueron descubiertos en la zona sur de la Cordillera de Groom en 1864 y la compañía inglesa Groome Lead Mines Limited financió las Minas Conception en la década de los 70, dando al distrito su nombre (minas cercanas incluyendo Maria, Willow y White Lake). Las propiedades en Groom fueron adquiridas por J.B. Osborne y sus socios, patentando así los derechos en 1786, por lo cual su hijo adquirió los derechos en 1890.